# Two Moons
Two Moons è un film muto del 1920 diretto da Edward J. Le Saint. La sceneggiatura si basa su Trails to Two Moons, romanzo di Robert Welles Ritchie, pubblicato a Boston nel 1920. Prodotto e distribuito dalla Fox, il film - ritenuto perduto - era interpretato da Buck Jones, Carol Holloway, Bert Sprotte, Edward Peil Sr., Edwin B. Tilton, Gus Saville.

## Trama
Nel Wyoming è in corso una faida tra allevatori di ovini e allevatori di bovini per il controllo dei pascoli, con lo sceriffo Red Agnew che, per denaro, appoggia gli interessi dei pastori. Cinque pastori vengono trovati uccisi con una strana pietra in mezzo agli occhi. Mentre si indaga sugli omicidi, il rappresentante dei padroni delle mandrie conosce Hilma Ring, la figlia di uno dei pastori. I due, divisi dalla faida, difendono ognuno la propria causa. Alla fine, quando si rendono conto di essersi innamorati uno dell'altra, si riconciliano e ricompongono il contrasto.

## Produzione
Il film fu prodotto dalla Fox Film Corporation.

## Distribuzione
Il copyright del film, richiesto da William Fox, fu registrato il 19 dicembre 1920 con il numero LP15999. Distribuito dalla Fox Film Corporation, il film - presentato da William Fox - uscì nelle sale cinematografiche statunitensi nel dicembre 1920.
Non si conoscono copie ancora esistenti della pellicola che viene considerata presumibilmente perduta.